# انتخابات سراسری نیوزیلند (۲۰۱۷)
انتخابات سراسری نوزیلند در روز شنبه ۲۳ سپتامبر ۲۰۱۷ برابر با ۱ مهر ۱۳۹۶ به‌منظور گزینش اعضای پنجاه و دومین پارلمان نیوزیلند برگزار شد. پارلمان پیشین در ۲۰ سپتامبر ۲۰۱۴ تشکیل شده بود و قرار بود در صورت عدم انحلال، در ۱۰ اکتبر ۲۰۱۷ به پایان برسد. اما آن پارلمان در ۲۲ اوت ۲۰۱۷ منحل شد.
همهٔ ۱۲۰ عضو این پارلمان با رأی مردم انتخاب می‌شوند به این شکل که ۷۱ نفر از حوزه‌های انتخابیه و ۴۹ نفر از لیست‌های احزاب به پارلمان راه می‌یابند. نیوزیلند از نظام انتخاباتی نمایندگی تناسبی ترکیبی استفاده می‌کند. در این نظام هر نفر می‌تواند دو رأی بدهد: یکی برای یک حزب سیاسی و دیگری برای یک نامزد مربوط به حوزهٔ انتخابیه خودش. احزاب، کرسی‌های خود در پارلمان را به تناسب تعدادِ آرای لیستی که به‌دست آورده‌اند تصاحب می‌کنند. کرسی‌ها ابتدا بر اساس نامزدهای برندهٔ حوزه‌های انتخابیه و سپس بر اساس برندگانِ فهرست‌های حزبی پر می‌شوند. هر گاه تعدادِ نمایندگان پیروزِ حوزه‌های انتخابیهٔ یک حزب از تعداد کرسی‌هایی که آن حزب توانسته بر اساس آرای حزبی به دست آورد بیشتر شود، پارلمان، سرآویز (overhang) می‌شود و طبق قانون می‌توان کرسی‌های اضافی به پارلمان افزود.
در انتخابات ۲۰۱۷، تعداد ۳٫۵۷ میلیون نفر (معادل ۹۱٫۱٪) برای شرکت در انتخابات ثبت‌نام کرده بودند. در نیوزیلند قابلیت رأی‌دهی پیش از موعد وجود دارد. در این انتخابات ۱٫۲۴ میلیون نفر آرای خود را پیش از روز انتخابات دادند که بیش از مجموع دو انتخابات پیشین است.
حزب ملی نیوزیلند با گرایش راست میانه به رهبری بیل اینگلیش، نخست‌وزیر نیوزیلند از سال ۲۰۰۸ حکومت را در قالب یک دولت اقلیت در ائتلاف با احزاب مائوری، اکت و آیندهٔ متحد در قالب توافق اعتماد و تخصیص در دست دارد. حزب کارگر به رهبری جاسیندا آردرن، حزب سبز و حزب نخست نیوزیلند، مهم‌ترین احزاب مخالف دولت هستند. این نخستین انتخاباتی است که بیل اینگلیش به عنوان نخست‌وزیر مستقر در آن شرکت می‌کند، چون پیش از این وی در ۱۲ دسامبر ۲۰۱۶ جانشینِ جان کی شده بود.
نتایج اولیه نشان می‌دهند، حزب ملی توانسته بیشترین کرسی‌ها را کسب کند اما هم‌اکنون وضعیتی طوری است که حزب «نخست نیوزیلند» می‌تواند برندهٔ نهایی را مشخص کند. زیرا اگر این حزب به جای ائتلاف با حزب ملی، با حزب کارگر و سبزها ائتلاف نماید، حزب ملی باید دولت را تحویل دهد. حزب مائوری همچون حزب آیندهٔ متحد نتوانست هیچ کرسی‌ای در انتخابات به دست آورد. اما حزب اکت مانند دورهٔ پیش همچنان دارای یک کرسی است.
در این انتخابات تنها پنج حزب توانستند کرسی‌هایی را در پارلمان به‌دست آورند. این تعدادِ کم، از سال ۱۹۹۶ که نظام انتخاباتی نمایندگی تناسبی ترکیبی در این کشور برقرار شد بی‌سابقه است. این وضع در نتیجهٔ بازنشستگی رهبر حزب آیندهٔ متحد از دنیای سیاست بود که باعث شد حزب او تنها کرسی‌اش را در حوزهٔ انتخابیهٔ اوهاریو از دست بدهد. همچنین تئوروروا فلاول رهبر مشترک حزب مائوری نیز نتوانست در حوزهٔ انتخابیه‌اش (وایاریکی) دست برتر را پیدا کند و در نتیجه این حزب نتوانست هیچ کرسی در پارلمان تصاحب کند.